# Sidonia di Boemia
Sidonia di Poděbrady (Poděbrady, 11 novembre 1449 – Tharandt, 1º febbraio 1510) era figlia di Giorgio di Boemia e della sua prima moglie, Cunegonda di Sternberg. Suo padre era Re di Boemia ed essa era la sorella gemella di Caterina, moglie di Mattia Corvino d'Ungheria.

## Biografia

### Infanzia e famiglia natale
Sidonia e Caterina nacquero l'11 novembre 1449 all'allora Re di Boemia; la madre delle ragazze, Cunegonda, morì per le complicazioni legate al parto. Il padre, rimasto vedovo, si risposò con Giovanna di Rosental, la quale gli diede altri figli, tra cui Ludmilla di Poděbrady, duchessa consorte di Chojnów, Oława, Legnica, Brzeg e Lubin.
Sidonia aveva quattro fratelli e sorelle maggiori, nessuno dei quali però ereditò il trono di Boemia dal padre, dal momento che morirono tutti prima di esso. La corona passò quindi a Ladislao II di Boemia ed Ungheria, della dinastia reale degli Jagelloni.
I nonni paterni di Sidonia erano Vitek di Poděbrady e la moglie Anna di Wartenberg; i nonni materni erano invece Smil di Sternberg e la moglie Barbara di Pardubicz.

### Vita matura
L'11 novembre 1459 venne firmato un contratto matrimoniale per Sidonia, con il principe Alberto, figlio di Federico II, elettore di Sassonia. La coppia si sposò l'11 maggio 1464; Sidonia seguì lo sposo a Meißen ed essi consumarono il matrimonio nel castello Tharandt. Quattro mesi dopo le nozze il padre di Alberto morì, ed egli divenne così Duca di Sassonia e Sidonia duchessa consorte.
Sidonia era una pia donna cattolica, che aborriva la violenza, ed infatti si rifiutava di accompagnare il marito nelle sue guerre nelle provincie di Groninga e Frisia; per protesta ella andò con i figli ad Albrechtsburg.
Nel 1495 essa fondò il festival religioso della Sacra Lancia, dopo essere guarita dai calcoli renali.
Molte delle sue lettere sono state conservate ed in esse Sidonia chiedeva il rilascio dei prigionieri. Il 12 settembre 1500 Alberto morì, lasciando vedova Sidonia, che lasciò la corte sassone e trascorse il resto della sua vita a Tharandt, dove morì il 1º febbraio 1510. Sidonia fu sepolta nella cattedrale di Meißen.

## Discendenza
Sidonia ed Alberto, durante i loro trentasei anni di matrimonio, ebbero nove figli:
- Caterina (Meißen, 24 luglio 1468 – Gottinga, 10 febbraio 1524); il 24 febbraio 1484, a Innsbruck, sposò il duca Sigismondo d'Austria; in seconde nozze sposò nel 1497 il duca Eric I di Brunswick-Lüneburg;
- Giorgio il Barbuto (Meißen, 27 agosto 1471 – Dresda, 17 aprile 1539);
- Enrico IV il Pio (Dresda, 16 marzo 1473 - Dresda, 18 agosto 1541);
- Federico (Torgau, 26 ottobre 1474 – Rochlitz, 14 dicembre 1510); fu Gran Maestro dei Cavalieri Teutonici;
- Anna (Dresda, 3 agosto 1478 – Dresda, 1479);
- Figlio nato morto (1479);
- Ludovico (Torgau, 28 settembre 1481 – Torgau ?, pochi giorni dopo la nascita o giovane nel 1498);
- Giovanni (n. e m. Torgau, 24 giugno 1484);
- Giovanni (Torgau, 2 dicembre 1498 – Torgau ?, pochi giorni dopo o giovane nel settembre dello stesso anno del fratello Ludovico).